# James Park Thomson
James Park Thomson (ur. 20 czerwca 1854 na wyspie Unst na Szetlandach w Szkocji, zm. 10 maja 1941 w Kilcoy w Queenslandzie) – australijski geograf, astronom i funkcjonariusz państwowy.
Badacz wysp Pacyfiku. Założyciel (1885) Królewskiego Towarzystwa Geograficznego Australazji, w latach 1894-1897 był prezesem jego oddziału w Queensland i wydawał jego „Journal” („Dziennik”). Miał swoje prywatne obserwatorium astronomiczne; odpowiadał m.in. za dostosowanie systemu stref czasowych do rachuby czasu.